# M22 (Oekraïne)
De M22 is een autoweg in Oekraïne. De weg verloopt vanuit Poltava gezien in zuidwestelijke richting langs Krementsjoek naar Oleksandrija. De weg is 148,2 km lang en is onderdeel van de E584, de overige delen van deze Europese route worden gevormd door de M30 en de M13. 
De belangrijkste oeververbinding van de M22 is de Krjoekiv-brug over de Dnjepr bij Krementsjoek. Deze dubbeldeksbrug met een lengte van vrijwel een kilometer biedt plaats aan treinverkeer (onderste niveau) en wegverkeer (bovenste).
Ten tijde van de Sovjet-Unie was de M22 onderdeel van de A287 (noordoostelijk van Krementsjoek) en de A281 (zuidwestelijk van Krementsjoek).

## Verloop
| Poltava           |
| Novi Sanzjary     |
| Nova Galesjtsjyna |
| Krementsjoek      |
| Pavlysj           |
| Oleksandrija      |

M01 ·
M02 ·
M03 ·
M04 ·
M05 ·
M06 ·
M07 ·
M08 ·
M09 ·
M10 ·
M11 ·
M12 ·
M13 ·
M14 ·
M15 ·
M16 ·
M17 ·
M18 ·
M19 ·
M20 ·
M21 ·
M22 ·
M23 ·
M24 ·
M25 ·
M26 ·
M27 ·
M28 ·
M29 ·
M30
N01 ·
N02 ·
N03 ·
N04 ·
N05 ·
N06 ·
N07 ·
N08 ·
N09 ·
N10 ·
N11 ·
N12 ·
N13 ·
N14 ·
N15 ·
N16 ·
N17 ·
N18 ·
N19 ·
N20 ·
N21 ·
N22 ·
N23 ·
N24 ·
N25 ·
N26 ·
N27 ·
N28 ·
N30 ·
N31 ·
N32 ·
N33